# 卫闽站
卫闽站位于福建省南平市邵武市卫闽镇，建于1956年。距鹰潭站195公里，距厦门站499公里。现为四等站。客运办理旅客乘降、行李包裹托运，货运办理整车货物发到。